# Thesinge
Thesinge (en groningois : Taisen) est un village de la commune néerlandaise de Groningue, situé dans la province de Groningue.

## Géographie
Le village est situé près de Ten Boer, à 8 km au nord-est de Groningue. Il comprend aussi le hameau d'Achter-Thesinge.

## Histoire
Thesinge fait partie de la commune de Ten Boer avant le 1er janvier 2019, quand celle-ci est rattachée à Groningue.

## Démographie
Le 1er janvier 2019, le village comptait 575 habitants.